# Vuhszi metró
A Vuhszi metró (egyszerűsített kínai írással: 无锡地铁, hagyományos kínai írással: 無錫地下鐵, pinjin: ) Kínában található Vuhszi városban és vonzáskörzetében. A metróhálózat hossza 2024 áprilisában 145 km, a metróvonalak száma 5 és az állomások száma 97 volt. Az első vonal 2014. július 1-én nyílt meg.

## Forgalom
Az utasforgalom az elmúlt években az alábbi módon változott:
| 2017 | 92 300 000  |
| 2019 | 109 500 000 |